# La' det gro
La' det gro er Gnags' fjerde studiealbum, udgivet i 1977 på Genlyd. Det er som det eneste Gnags-album indspillet med Ole Poulsen (tidl. Alrune Rod) som erstatning for Per Chr. Frost, der var stoppet i 1976. Kort tid efter dette album havde Poulsen dog forladt gruppen, og Frost var tilbage. Mens indspilningen af det forrige album, Det er det, foregik på to spor, var Feedback-studiet nu blevet udvidet til 16 spor.
I nummeret "Paradis" genanvendes teksten til "Jeg kan ikke bygge dit paradis" fra Det er det – dog er der tilføjet en ekstra strofe. Musikken i de to numre er forskellig.
La' det gro fik en ret lunken modtagelse i musiktidsskriftet MM, hvor Torben Bille bl.a. kaldte nogle af teksterne "lige så ufarlige som Anker Jørgensens nytårstaler". I Politikens Dansk Rock Leksikon fra 2002 blev albummet dog betegnet som "et kunstnerisk gennembrud for Gnags", selvom pladen i samme artikel kun tildeles to ud af fem stjerner.

## Numre

### Side 1
1. "Ingen endelige grænser" (4:27)
2. "Som det som regel går" (3:50)
3. "Paradis" (5:26)
4. "Luk op og sug ind" (5:14)

### Side 2
1. "Et spil så forrykt" (5:28)
2. "Her hvor regnen siler ned" (4:28)
3. "Fællessang" (4:09)
4. "Kulturkroen" (4:05)
5. "La' det gro" (3:19)